# Steinsetzung
Als  Steinsetzungen  werden in der Ur- und Frühgeschichte Rahmenanordnungen mehrerer größerer Steine (in der Regel Megalithen), aber auch Steinpflaster verstanden, die von der Jungsteinzeit an bis in die Eisenzeit in verschiedenen Regionen Europas als Grabmarkierung oder Grabüberbau entstanden.
Steinsetzungen treten in sehr unterschiedlichen Formen auf: in geometrischen Formen (Kreise, Quadrate und Rechtecke), als U-förmige Setzungen wie Achavanich, als Treuddar (dreieckig) oder Schiffssetzungen Muster darstellend, die eigene Gattungen bilden. 

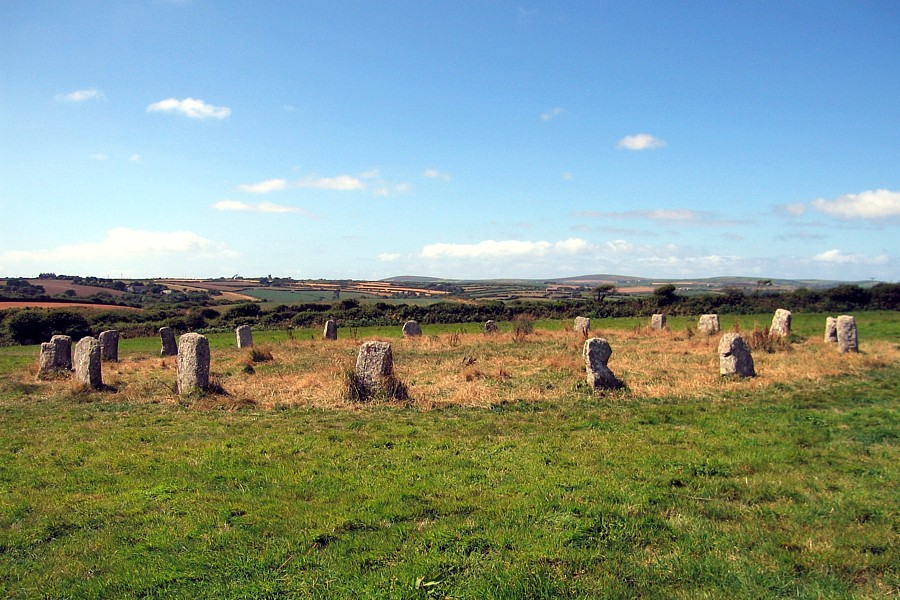
Steinkreis der Merry Maidens in Cornwall

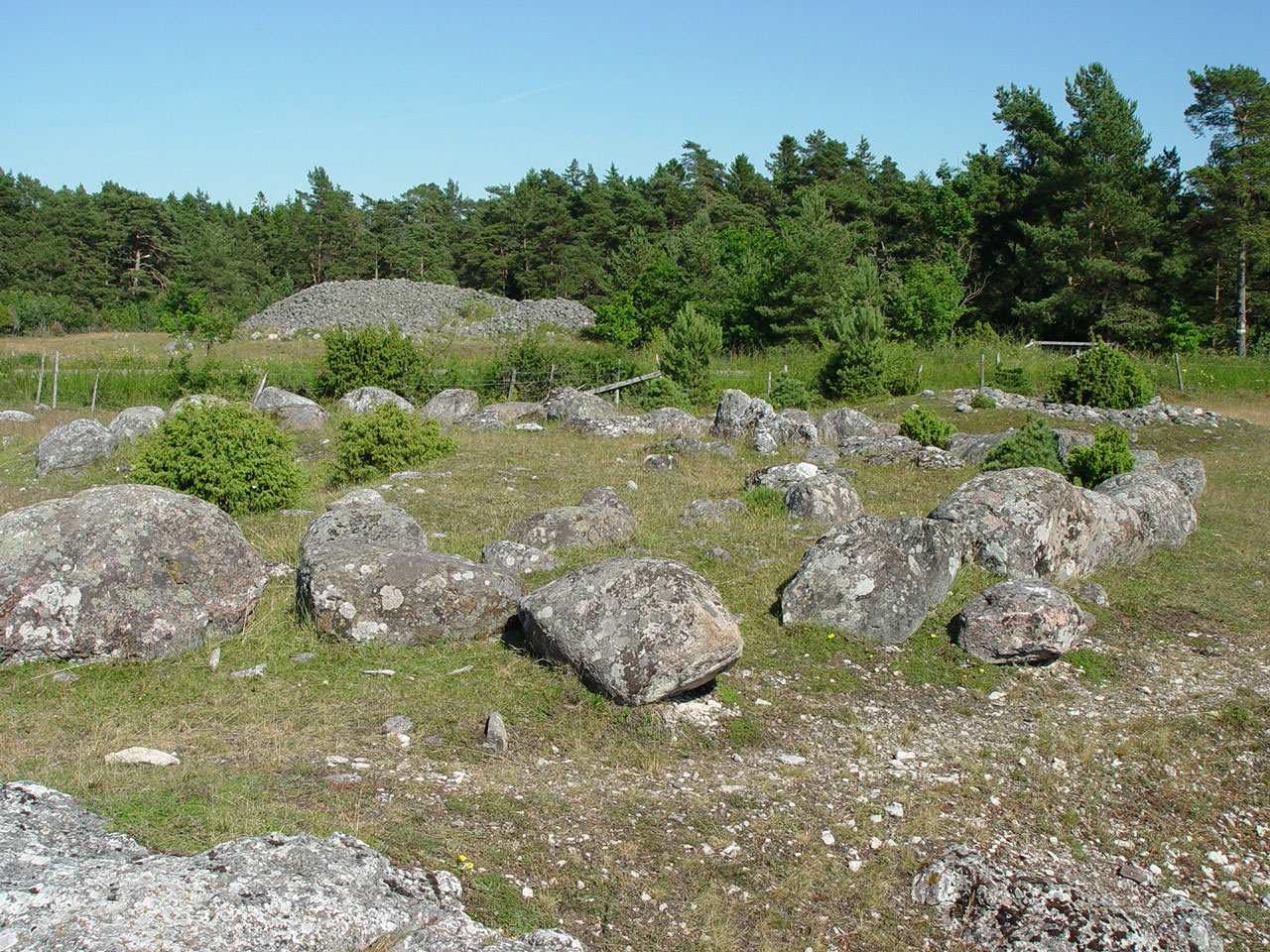
Steinsetzung von Galrum auf Gotland

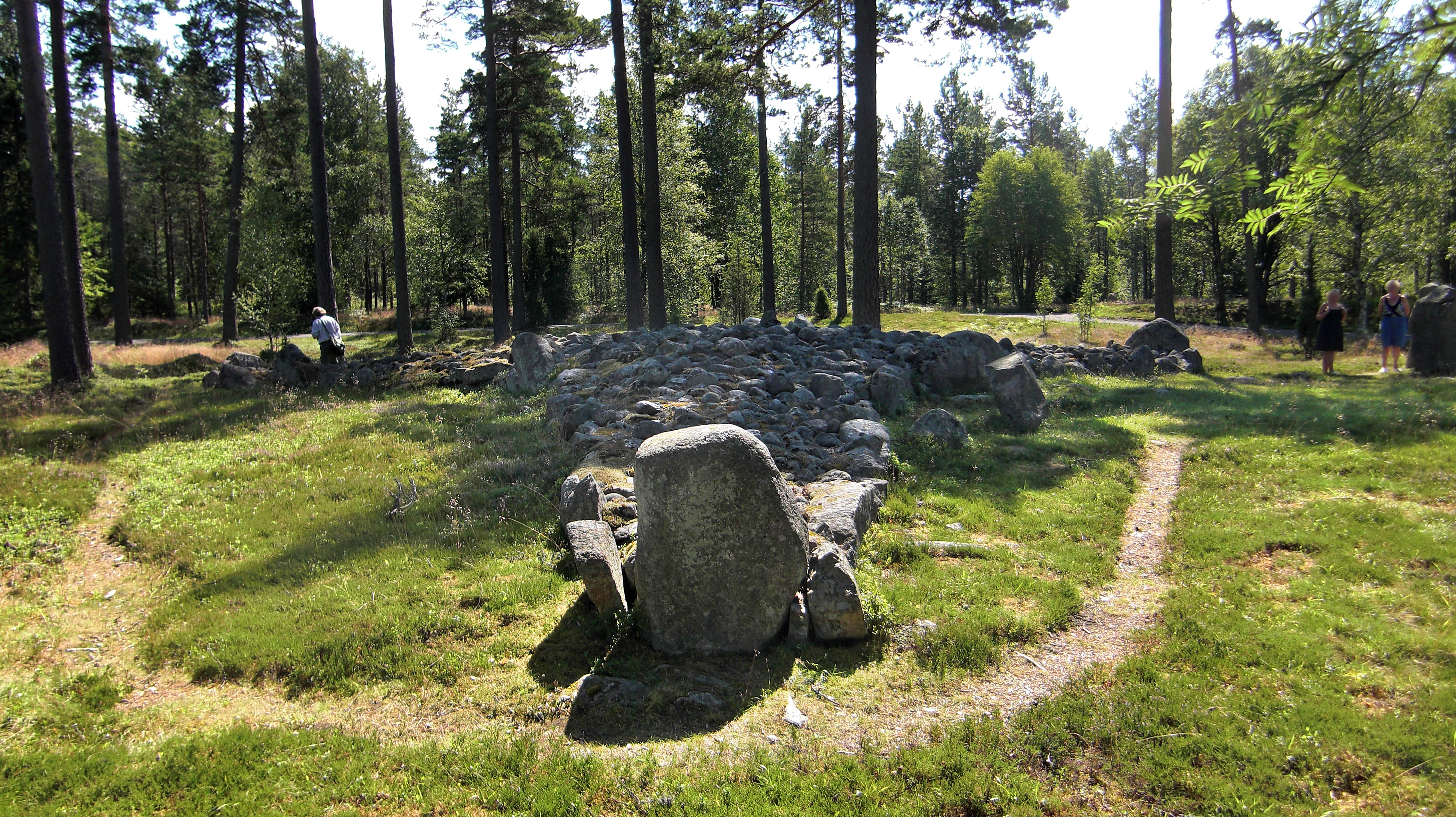
Der Treudd Torsa stenar in Schweden

## Abgrenzung
Einzelne Menhire, Monolithen und Findlinge, wie der Tirslundstein bei Brørup auf Jütland, sind keine Steinsetzungen. Keine Steinsetzungen – in diesem Sinne – sind auch Hügeleinfassungen oder Baulichkeiten ähnlicher Art, die keinen Selbstzweck erfüllen. Die Steine müssen mindestens kopfgroß sein. Niedrige Steine wie z. B. die der Steinkreise von Beaghmore im County Tyrone in Nordirland liegen am unteren Ende der Skala. Mauerartig geschichtete Steine werden nicht zu Steinsetzungen gerechnet.

## Steinsetzungen bei Gräbern

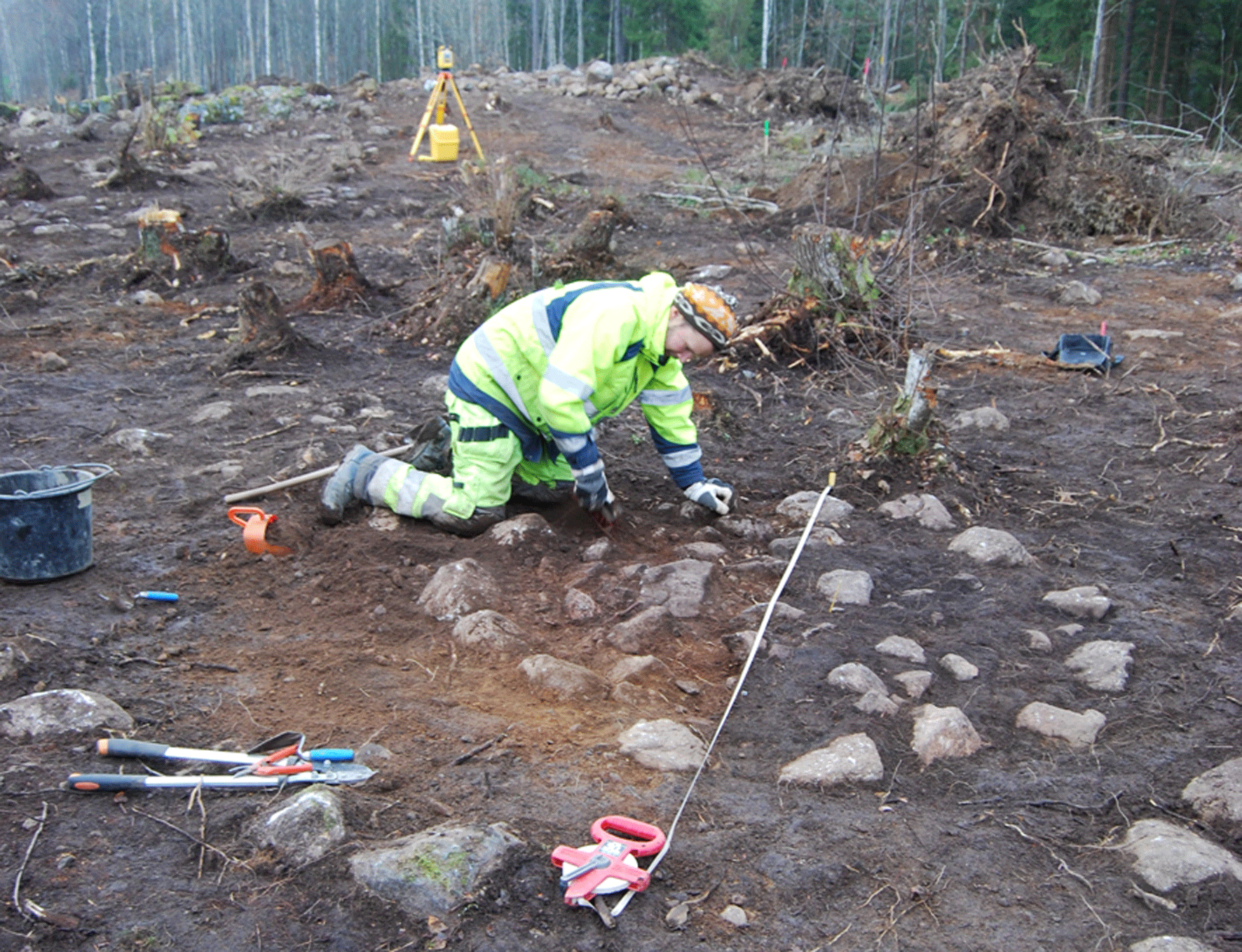
Runde Steinsetzung

Steinsetzungen sind die häufigsten Grabaufbauten in der Frühzeit Skandinaviens. Sie kommen von der Spätbronzezeit bis zur Späteisenzeit vor und bestehen aus Steinpackungen in wenigen Schichten. Sie zeichnen sich durch ein flaches Profil aus. Die Pflaster sind oft von einer Kantenkette umgeben, die aus dichten, oft leicht hervorstehenden Steinen besteht. Es gibt auch ungefüllte Steinsetzungen mit nur einer Kantenkette. Ausgewertet wurden bislang die Gräber am Mälaren. Sie waren für Frauen und Männer unterschiedlich. Für Frauengräber wurden ausschließlich runde Steinsetzungen verwendet, für Männer gab es viele Variationen, unter anderem Dreiecke und Rechtecke. Wie weit diese Sitte verbreitet war, ist noch nicht erforscht. Aber im norwegischen Østfold wurden dererlei Unterschiede ebenfalls festgestellt. Bei den Gräbern der älteren Eisenzeit sind in der Zeit von 300 bis 150 v. Chr. häufig fundleere Steinsetzungen zu finden, die als Kenotaphe oder Kindergräber gedeutet werden.

## Steinsetzungen bei Megalithanlagen
Zur Nekropole von Bougon gehören neben einer Gruppe von Tumuli auch lineare Setzungen, deren älteste Teile auf 4700 v. Chr. datiert werden. Sie befindet sich im Département Deux-Sèvres, in der Nähe von Poitiers im mittleren Westen Frankreichs. Die Kombination von Großsteingrab und Steinsetzung (Steinreihe) gibt es in Deutschland bei der Anlage von Hekese.